# Dorotea de Brunswick-Luneburgo
Dorotea de Brunswick-Luneburgo (en alemán: Dorothea von Braunschweig-Lüneburg; (Celle, 1 de enero de 1570-Birkenfeld, 15 de agosto de 1649) de la Casa de Welf (rama Luneburgo) fue princesa de Brunswick-Luneburgo, y por matrimonio condesa palatina y duquesa del Palatinado-Zweibrücken-Birkenfeld.

## Primeros años de vida
Ella es la hija del duque Guillermo de Brunswick-Luneburgo (1535-1592), y de su esposa Dorotea de Dinamarca (1546-1617), hija del rey danés Cristián III.

### Matrimonio e hijos
Dorotea se casó el 23 de febrero de 1586 en Celle con el duque Carlos I del Palatinado-Zweibrücken-Birkenfeld (1560-1600) de la Casa de Wittelsbach.
Como fundadores de la línea Palatinado-Zweibrücken-Birkenfeld, eran antepasados de la familia real bávara. Tuvieron cuatro hijos:
- Jorge Guillermo (1591-1669), conde palatino y duque de Zweibrücken-Birkenfeld.
- Sofía (1593-1676), casada en 1615 con el conde Carlos VII de Hohenlohe-Neuenstein (1582-1641).
- Federico (1594-1626), canónigo en Estrasburgo.
- Cristián I (1598-1654), conde palatino y duque de Birkenfeld-Bischweiler en Alsacia.